# Großholz (Markt Berolzheim)
Großholz ist ein Gemeindeteil des Marktes Markt Berolzheim Landkreis Weißenburg-Gunzenhausen (Mittelfranken, Bayern). Großholz liegt in der Gemarkung Markt Berolzheim.

## Lage
Die Einöde liegt auf der Hochfläche des Hahnenkamms im Norden und dem Tal der Östlichen Rohrach im Süden. Zu erreichen ist Großholz über Fahrwege von den Nachbarorten Falbenthal und Rohrach (beide etwa 1,5 Kilometer entfernt) sowie von Markt Berolzheim.

## Ortsnamendeutung
Der Siedlungsname ist aus einem Flurnamen entstanden und zu deuten als (Hof) zum großen Wald.

## Geschichte
1383 gaben die Grafen Johann und Oswald von Truhendingen der Anna Geiselsheimer zu Gunzenhausen und ihrem Sohn Ulrich den „hof genant Grozzholtz gelegen oberhalb(en) Peroltzheim“ als Eigengut. Für 1388 ist belegt, dass ein Lehen zu „Grosholcz“ dem Benediktinerkloster Wülzburg abgabenpflichtig war. 1520 gab Graf Albrecht von Hohenlohe den Hof zu Großholz dem Veit von Lentersheim zu Lehen; dieses Lehensverhältnis zwischen den Herren von Hohenlohe und den Herren von Lentersheim auf Altenmuhr blieb für Großholz bis zum Aussterben der Lentersheimer am Ende des 18. Jahrhunderts bestehen. Die Hochgerichtsbarkeit übte ab 1535 das markgräflich-brandenburgische Verwalteramt Hohentrüdingen aus, während die niedere Gerichtsbarkeit den Lentersheimern gehörte. Noch unter deren Herrschaft wurde der Großholzhof in zwei Halbhöfe geteilt.
Kirchlich gehörte Großholz, wie für 1732 belegt ist, zur Unteren Pfarrei Berolzheim; vom Großzehent gingen zwei Drittel an das markgräfliche Verwalteramt Berolzheim und ein Drittel an das bischöflich-eichstättische Amt Pleinfeld, während der Kleinzehent zwischen dem Verwalteramt Berolzheim und der Unteren Pfarrei Berolzheim wechselte.
Seit 1806 im Königreich Bayern, unterstand Großholz bis 1822 dem Patrimonialgericht Altenmuhr. Eingegliedert wurde der Weiler gemeindemäßig 1808 dem Steuerdistrikt Berolzheim, aus dem 1809 eine Munizipalgemeinde und 1818 eine Marktgemeinde im Landgericht Heidenheim wurde. Im Zuge der Gebietsreform in Bayern von kam Markt Berolzheim (so der Ortsname seit 1920) am 1. Juli 1972 mit Großholz aus dem Landkreis Gunzenhausen in den neuen Landkreis Weißenburg-Gunzenhausen, der zunächst den Namen Landkreis Weißenburg in Bayern trug.
Geografisch, kirchlich und auch durch Blutsverwandtschaften war Großholz eng mit Markt Berolzheim verbunden. Der Ort bestand einst aus einem, seit dem 18. Jahrhundert aus zwei Bauernhöfen. Erst 1957 erhielt er einen Anschluss an das Stromnetz, 1962 an die Wasserversorgung. Die erste asphaltierte Zufahrt nach Großholz wurde im November 2013 eröffnet, vorher war der Ort nur über Schotterwege zu erreichen.

### Einwohnerzahlen
- 1818: 16 Einwohner[8]
- 1831: 16 Einwohner[11]
- 1840: 16 „Seelen“, 3 Familien, 2 Häuser[12]
- 1861: 18 Einwohner, 4 Gebäude[13]
- 1950: 11 Einwohner, 2 Gebäude[8]
- 1961: 11 Einwohner, 2 Wohngebäude[14]
- 1987: 11 Einwohner[1]